# Paul Sylbert
Paul Sylbert (Brooklyn, 16 de abril de 1928 — Jenkintown, 19 de novembro de 2016) é um diretor de arte estadunidense. Venceu o Oscar de melhor direção de arte na edição de 1979 por Heaven Can Wait, ao lado de Edwin O'Donovan e George Gaines.